# Raphael Statt
Raphael Statt, de son vrai nom Wilfried Statt (né en 1958 à Kleinmachnow) est un sculpteur et moine allemand.

## Biographie
Wilfried Statt grandit à Teltow et apprend le métier de plâtrier de 1975 à 1977. De 1981 à 1986, il étudie la sculpture à l'école des beaux-arts de Berlin-Weißensee. Il est chargé de cours dans cette école de 1988 à 1990.
En 1989, il installe son atelier à Stahnsdorf. Après des projets d'œuvres de la RDA qui sera dissous, il crée un grand nombre d'œuvres, notamment pour l'espace public comme le monument à Otto Lilienthal à Derwitz. De 1991 à 2003, il est chargé de cours à l'école d'art de Potsdam.
En 2005, il entre dans l'abbaye d'Heiligenkreuz et prend le nom de Raphael. Il prononce ses vœux religieux en septembre 2009. Il fait partie aussi de The Cistercian Monks of Stift Heiligenkreuz, un chœur de moines qui mélange chant grégorien et sonorités contemporaines.
Après le noviciat, il revient à la sculpture selon le souhait de l'abbé Gregor Henckel-Donnersmarck. En octobre 2015, il orne l'entrée avec un portrait du pape de la haute école de philosophie et de théologie Benoît XVI installée dans l'abbaye.

## Source de la traduction
- (de) Cet article est partiellement ou en totalité issu de l’article de Wikipédia en allemand intitulé « Raphael Statt » (voir la liste des auteurs).